# Закон и порядок: Настоящее преступление
«Зако́н и поря́док: Настоя́щее преступле́ние» (англ. Law & Order True Crime) — американский криминальный сериал-антология, премьера которого состоялась на канале NBC 26 сентября 2017 года.
Сериал был заказан 15 июля 2016 года; шоураннером проекта, который является частью франшизы «Закон и порядок» выступил Дик Вульф. Первый сезон называется «Закон и порядок: Настоящее преступление — Убийцы Менендес» (англ. Law & Order True Crime: The Menendez Murders) и рассказывает о суде над Лайлом и Эриком Менендесами, которые были приговорены к пожизненному заключению в 1996 году за убийство своих родителей.

## В ролях

### Основной состав
- Эди Фалко — Лесли Абрамсон[англ.], адвокат защиты
- Гас Халпер — Эрик Менендес
- Майлс Гастон Виллануэва — Лайл Менендес

### Состав второго плана
- Энтони Эдвардс — судья Стенли Вейсберг
- Джулианна Николсон — Джилл Лансинг, коллега Абрамсон
- Констанс Мари — Марта Кано, сестра Хосе
- Карлос Гомес — Хосе Менендес, отец Лайла и Эрика
- Сэм Ягер — детектив Лес Золлер
- Джош Чарльз — доктор Джером Озиел, психиатр
- Стерлинг Бомон — Гленн Стивенс, друг Лайла из Принстона
- Бен Уинчел — Донован Гудро
- Молли Хейган — Джоан Вандермолен, старшая сестра Китти
- Доминик Флорес — Генри Лано, кузен Лайла и Эрика
- Лолита Давидович — Китти Менендес, мать Лайла и Эрика
- Крис Бауэр — Тим Раттен, муж Лесли, журналист
- Хизер Грэм — Джудолан Смит, любовница Озиела
- Элизабет Ризер — Пэм Бозанич, заместитель окружного прокурора
- Ларри Седар — Милтон Андерсон, старший брат Китти
- Эзра Баззингтон — Эллиот Алхедафф, государственный обвинитель
- Рафаэль Сбардж — Джон Конте
- Тэйлор Калупа — Анна Эрикссон, невеста (позже жена) Лайла
- Айрин ДеБари — Бабушка Мария Менендес

## Список эпизодов
| № | Название    | Режиссёр            | Автор сценария    | Дата премьеры    | Зрители в США (млн) |
| - | ----------- | ------------------- | ----------------- | ---------------- | ------------------- |
| 1 | «Episode 1» | Лесли Линка Глаттер | Рене Балсер       | 26 сентября 2017 | 6.06                |
| 2 | «Episode 2» | Лесли Линка Глаттер | Рене Балсер       | 3 октября 2017   | 4.82                |
| 3 | «Episode 3» | Холли Дэйл          | Джина Джионфриддо | 10 октября 2017  | 4.72                |
| 4 | «Episode 4» | Холли Дэйл          | Диана Сон         | 17 октября 2017  | 4.36                |
| 5 | «Episode 5» | Фред Бернер         | Рене Балсер       | 24 октября 2017  | 4.61                |
| 6 | «Episode 6» | Фред Бернер         | Джина Джионфриддо | 31 октября 2017  | 3.53                |
| 7 | «Episode 7» | Майкл Прессман      | Диана Сон         | 7 ноября 2017    | 4.08                |
| 8 | «Episode 8» | Майкл Прессман      | Рене Балсер       | 14 ноября 2017   | 4.16                |

## Производство
Съёмки сериала стартовали 26 июня 2017 года.

## Отзывы критиков
На сайте-агрегаторе Rotten Tomatoes первый сезон держит 69 % «свежести» со средним рейтингом 6,6/10, что основано на 26-ти рецензиях. На Metacritic сезон получил 57 баллов из ста, что основано на 27-ми смешанных и средних отзывах критиков.